# Parafia Opatrzności Bożej w Krakowie
Parafia Opatrzności Bożej w Krakowie – parafia rzymskokatolicka należąca do dekanatu Kraków-Borek Fałęcki archidiecezji krakowskiej w Swoszowicach przy ulicy Piłkarskiej.

## Historia parafii
Została utworzona w 1982. Kościół parafialny stanowi dotychczas kaplica przy ulicy Piłkarskiej wybudowana w latach 1979–1981, konsekrowana w 1982, która powstała przy domu Sióstr Opatrzności Bożej.
20 czerwca 2003 roku, ks. kardynał Franciszek Macharski poświęcił plac pod budowę przy ul. Kąpielowej 61.
Przygotowany jest kamień węgielny pod nowy kościół przywieziony z Ziemi Świętej – a poświęcony przez Ojcieca Świętego Jana Pawła II, 18 sierpnia 2002 roku w czasie Mszy św. na Krakowskich Błoniach.
Na terenie parafii mieszkają Księża w Domu Księży Chorych Archidiecezji Krakowskiej im. św. Franciszka z Asyżu

## Wspólnoty parafialne
- Ruch Światło-Życie (oaza)
- Duszpasterska Rada Parafialna
- Męski Chór "MILLENNIUM"
- Młodzieżowa schola „CANTICORUM”
- Dziewczęca schola „PEREŁKI”
- Stowarzyszenie Rodzin Katolickich
- Gazeta parafialna ECHO

## Terytorium parafii
Ulice: Babiego Lata, Borowinowa, Chałubińskiego, Czyrniańskiego, Druskiennicka, Gorczyna, Hypty, Iwonicka, Jar, Jelskiego, Jeździecka, Kąpielowa, Korczyńskiego, Kotowskiego, Krzyżanowskiego, Lasogórska, Lecznicza, Lusińska, Łobodowskiego, Merkuriusza Polskiego, Michalika, Moczydło, Morozowicza, Moszyńskiego, Muszyńskiego, Myślenicka 68‑179, Nałęczowska, Neussera, Niedźwiedziny, Opalińskiego, Perłowa, Piłkarska, Pinocci, Podhalnie, Przyrodnicza, Pytlasińskiego, Rabczańska, Rymanowska, Sanatoryjna, Sawiczewskich 1-46, Siarczanogórska, Siarczki, Srzednickiego, Stawisko, Starowiejska, Stepowa od nru 9, Szybisko, Topiarnia, Truskawiecka, Uzdrowiskowa, Warszewicza, Wczasowa, Wypoczynkowa, Zaruskiego.